# Dredd
Dredd ist ein Science-Fiction-Actionfilm aus dem Jahr 2012 und basiert auf der Comicfigur Judge Dredd aus dem britischen Comicmagazin 2000 AD. Regie führte Pete Travis und das Drehbuch schrieb Alex Garland. Die Hauptdarsteller sind Karl Urban, Lena Headey und Olivia Thirlby. Deutscher Kinostart war am 15. November 2012, in einer ungeschnittenen, ab 18 Jahren freigegebenen Fassung.
Der Film ist nach Judge Dredd von 1995 die zweite Verfilmung der Comic-Serie. Wenngleich Dredd überwiegend positive Kritiken erhielt, war der Film kommerziell wenig erfolgreich. Das Budget belief sich auf 50 Mio. US-Dollar, weltweit konnte der Film bislang nur 41 Mio. US-Dollar einspielen.

## Handlung
Die Handlung des Films spielt in der fiktiven Stadt Mega City One, einer Metropole in den USA der Zukunft. Die Stadt umfasst ein großräumiges Gebiet aus Boston, Washington, D.C. und New York und ist vom übrigen Staatsgebiet abgeriegelt, da dieses aufgrund von atomarer Strahlung unbewohnbar ist. Innerhalb der Stadt leben 800 Millionen Menschen meist in mehrere hundert Stockwerke hohen Hochhauskomplexen, den Megablocks, und es herrscht eine hohe Kriminalitätsrate. Die Staatsgewalt tritt in Form von Judges auf, die Polizisten, Richter, Geschworene und im Falle einer Todesstrafe Scharfrichter in einer Person sind.
Judge Dredd bekommt eine Rekrutin zugeteilt: Cassandra Anderson. Sie ist am Stadtrand nahe der verstrahlten Zone aufgewachsen und wurde Waise, als ihre Eltern durch eine Strahlenvergiftung starben. Obwohl sie an der Judge-Akademie die erforderliche Abschlussnote knapp verfehlt hat, will die Behördenleitung ihre Eignung noch einmal im praktischen Einsatz testen, da sie als Mutant über besondere telepathische Fähigkeiten verfügt. Dredd soll am Ende des Arbeitstages eine abschließende Beurteilung vornehmen.
Gemeinsam fahren sie zu einem Einsatz im Megablock Peach Trees, wo es zu drei Todesfällen gekommen ist. Vor Ort erfahren sie vom zuständigen Paramedic, dass es sich bei den drei Toten um Drogendealer gehandelt hat. Sie wurden auf Anweisung der Bandenchefin Madeline Madrigal, genannt Ma-Ma, gehäutet, mit der Droge Slo-Mo vollgepumpt und vom obersten Stock in den Innenhof geworfen. Dredd und Anderson sprengen daraufhin ein Nest der Drogendealer in den unteren Etagen des Komplexes. Die Männer, die bei der Aktion nicht ums Leben gekommen sind, werden von den Judges festgenommen. Anderson identifiziert unter ihnen einen Mann namens Kay als denjenigen, der für die drei Morde verantwortlich ist. Dredd entscheidet, ihn zur Befragung mitzunehmen. Um zu verhindern, dass Kay auspackt, zwingt Ma-Ma einen Computerexperten, sich den Zugang zum Sicherheitssystem des Hochhauses zu verschaffen und einen Sicherheitstest vorzutäuschen, der das Hochhaus abriegelt, als die beiden Judges zusammen mit Kay das Hochhaus verlassen wollen. Durch die Abriegelung ist es den Judges nicht mehr möglich, eine Funkverbindung aufzubauen, um Unterstützung zu rufen.
Dredd und Anderson kämpfen sich dann durch das Hochhaus zum Medicenter des Hauses, dort wird ihnen jedoch jegliche Hilfe verweigert. Ma-Ma befiehlt ihrem Computerexperten, das Stockwerk abzuriegeln, in dem sich die Judges befinden, und lässt es mit Maschinenkanonen unter Beschuss nehmen, wobei es zu zahlreichen Opfern unter den Bewohnern des Hochhauses kommt. Den Judges gelingt es, auf einen Außenanbau zu entkommen und Verstärkung anzufordern. Nach dem Feuersturm kehren sie in das Hochhaus zurück, wo sie auf die Handlanger von Ma-Ma treffen. Dredd überwältigt Ma-Mas Gefolgsmann Caleb und wirft ihn in den Innenhof herunter, wodurch Ma-Ma weiß, dass die Judges noch am Leben sind.
Dredd gewinnt im Laufe des Kampfes immer mehr Interesse daran, zu erfahren, wieso Ma-Ma so viel daran liegt, zu verhindern, dass Kay eine Aussage macht. Anderson gelingt es mittels ihrer telepathischen Fähigkeiten in das Bewusstsein von Kay einzudringen und herauszufinden, dass der Hochhauskomplex die zentrale Produktionsstätte der Droge Slo-Mo ist. Dredd entscheidet daraufhin, Ma-Ma aufzusuchen. Unterdessen trifft die von Dredd und Anderson gerufene Verstärkung, die Judges Volt und Guthrie, am Hochhaus ein, doch Ma-Ma zwingt ihren Computerexperten ihnen den Zugang zu verweigern und ihnen zu versichern, es handle sich lediglich um eine Fehlfunktion des Sicherheitssystems. Als zwei bewaffnete Teenager Dredd und Anderson bedrohen, gelingt es Kay, seine Fesseln zu lösen, Anderson in seine Gewalt zu bringen und mit ihr einen Aufzug zu besteigen, der sie in die oberste Etage, den Sitz von Ma-Ma, bringt.
Dredd verschafft sich Zugang zur Beschallungsanlage und verurteilt Ma-Ma zum Tod. Als ein weiterer Anschlag auf ihn misslingt, entscheidet sich Ma-Ma, die Staatsgewalt selbst zu rufen. Die vier korrupten Judges Lex, Kaplan, Chan und Alvarez lösen Volt und Guthrie ab, denen der Zugang zum Gebäude verweigert wurde. Sie werden in das Hochhaus gelassen, töten den Paramedic, da er bereit ist, gegen Ma-Ma auszusagen, und handeln mit ihr aus, dass sie die Sache gegen die Zahlung von einer Million regeln werden. Die weibliche Judge Kaplan soll bei Ma-Ma verbleiben, während ihre drei männlichen korrupten Kollegen Dredd ausschalten wollen. Chan trifft als Erster auf Dredd, wird von diesem jedoch enttarnt und getötet. Als Kay die gefangene Anderson mit ihrer eigenen Waffe töten will, explodiert diese, da sie nur ihrem rechtmäßigen Träger dient, den sie mittels eines DNA-Scanners erkennt. Anderson gelingt es, Kay zu töten und zu entkommen. Judge Kaplan verlässt daraufhin Ma-Ma, um sich auf die Jagd nach Anderson zu machen. Als die beiden weiblichen Judges aufeinander treffen, erkennt Anderson mittels ihrer telepathischen Fähigkeiten die wahren Absichten Kaplans und tötet diese. Judge Dredd verschafft sich währenddessen Zugang zum Drogenlabor, wo er auf Alvarez und Lex trifft. Dredd gelingt es, Alvarez mit seiner letzten Munition zu töten, bevor er schussunfähig von Lex schwer verletzt wird. Bevor dieser Dredd töten kann, findet Anderson beide und erschießt Lex. Dredd versorgt seine Wunde notdürftig.
Die Judges finden den Computerexperten von Ma-Ma. Als Anderson mittels ihrer telepathischen Fähigkeiten seine Gedanken gelesen hat, lässt sie ihn laufen. Mittels des von Anderson herausgefundenen Zugangscodes verschaffen sich Dredd und Anderson Zugang zur Wohnung von Ma-Ma, wobei Anderson angeschossen wird. Ma-Ma erklärt Dredd, dass sie einen Zünder am Körper trägt, der die oberen Stockwerke explodieren und damit das gesamte Hochhaus einstürzen lassen wird, wenn ihr Herzschlag aussetzen sollte. Judge Dredd schießt Ma-Ma an, zwingt sie dann zur Inhalation von Slo-Mo und wirft sie den Innenhof herunter. Als sie unten aufschlägt, ist das Signal ihres Gerätes aufgrund der Entfernung zu schwach, um die Explosion in den oberen Stockwerken auszulösen, was Dredd vermutet hatte.
Dredd versorgt die Wunde von Anderson notdürftig und sorgt für eine Entriegelung des Komplexes. Er erklärt Anderson, ihre Beurteilung sei abgeschlossen. Anderson ist der Überzeugung, aufgrund des vorübergehenden Verlustes ihrer Primärwaffe durchgefallen zu sein, gibt ihre Marke ab und verlässt das Komplexgelände, welches von Einsatzkräften umstellt wurde. Dredd erklärt jedoch der mittlerweile eingetroffenen Chefin, Anderson habe bestanden.

## Produktion und Veröffentlichung
Der Film entstand beim britischen Studio DNA Films unter der Regie von Pete Travis. Alex Garland schrieb das Drehbuch und Jock war für das Design verantwortlich. Andrew MacDonald und Allon Reich waren Produzenten und die Agentur IM Global wurde mit der Finanzierung und Vertrieb beauftragt. Mit einem Budget von 45 Mio. US-Dollar begannen im November 2010 die Dreharbeiten in Südafrika. Für den Schnitt zuständig war Mark Eckersley, die Musik stammt von Paul Leonard-Morgan. In einem Interview im März 2018 bestätigte Hauptdarsteller Karl Urban, dass Drehbuchautor und Produzent Alex Garland Dredd zu einem bedeutenden Teil selbst inszenierte. Gemeinsam mit dem eigentlichen Regisseur Pete Travis entschied er sich aber gegen eine Nennung als Co-Regisseur.
Premiere des Films war am 11. Juli 2012 auf der San Diego Comic Con. Im Laufe des Septembers 2012 kam der Film in vielen Ländern, unter anderem den USA, Kanada, Großbritannien, Frankreich, Spanien, Russland, Brasilien und Indien in die Kinos. Weitere Premieren folgten, am 15. November 2012 schließlich in Deutschland und der Schweiz.

## Synchronisation
| Rolle                     | deutscher Sprecher |
| ------------------------- | ------------------ |
| Judge Dredd               | Tobias Kluckert    |
| Cassandra Anderson        | Maja Maneiro       |
| Madeline Madrigal „Ma-Ma“ | Claudia Lössl      |
| Kay                       | Florian Halm       |
| Ma-Mas Computerspezialist | Asad Schwarz       |

## Rezeption

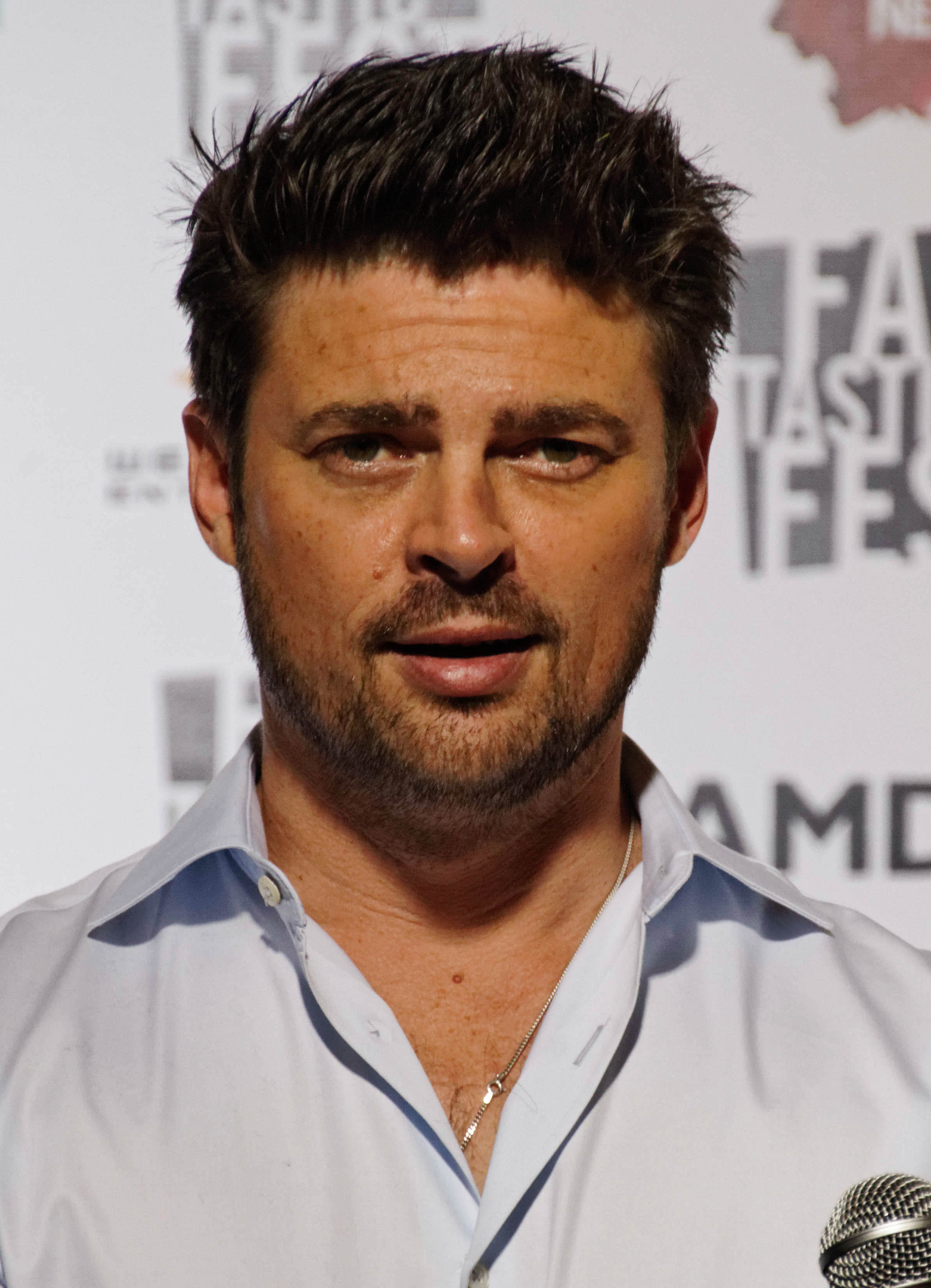
Karl Urban, der von der Kritik gelobt wurde, beim Fantastic Fest 2012

In den USA und Großbritannien wurde der Film weitgehend gut aufgenommen. Laut der Filmkritikseite Rotten Tomatoes fallen 79 % von insgesamt 168 untersuchten Filmkritiken positiv aus. Entertainment Weekly lobt die im Gegensatz zu aktuell sonst eher harmlosen Actionfilmen blutige, gewalthaltige Handlung, das Design einer schmutzigen Zukunftsvision, die dazu passende Musik und das leicht ironische und an Clint Eastwood erinnernde Schauspiel von Karl Urban. Auch der Hollywood Reporter weist auf den typisch britischen, schwarzen Humor hin, den der Film von der Comicvorlage übernommen hat und dabei deutlich düsterer geworden ist als die erste Verfilmung. Auch die Darstellung Judge Dredds sei näher am Original; zusammen mit den stets beeindruckenden Designs sei der Film gelungen und biete sowohl etwas für Fans des Comics wie auch Neueinsteiger. Beim Guardian lobt man die Darstellung Judge Dredds als „Figur ohne Eigenschaften“ durch Karl Urban und dass die besonders interessanten, aber möglicherweise umstrittenen Aspekte des Comics nicht wie bei anderen Verfilmungen weggelassen wurden.
In der Los Angeles Times und dem Newsday werden die Qualitäten in Besetzung und Optik anerkannt, aber die überzogen düstere und unmenschlich wirkende Handlung kritisiert, durch die der Film sein Potenzial nicht ausschöpfe. Gänzlich negativ fällt die Kritik in der New York Post aus, wo bereits dem Szenario der Geschichte mit großem Unglauben begegnet wird. Die Erzählung in einer aggressiv-hässlichen Welt sei voll Gewalt, die am Ende zu nichts, auch keinem Handlungshöhepunkt führe, und mit den Figuren sei keine Identifikation möglich.
Björn Becher formulierte auf dem deutschen Portal Filmstarts folgendes Fazit: „‚Dredd‘ ist unglaublich brutal und kompromisslos, sehr subtil wird zudem der satirische Unterton der Vorlage gewahrt. Aber vor allem sieht die Comicverfilmung von Pete Travis in 3D einfach nur unglaublich gut aus. Für Genre-Fans ist er (sic) das Action-Spektakel ein Muss, auch wenn der Film insgesamt recht uneinheitlich ausfällt und in der zweiten Hälfte deutlich nachlässt.“

„Neuerliche Adaption einer umstrittenen Comic-Figur […], bei der die pausenlosen Gewaltorgien nicht ironisiert, sondern in Zeitlupe und 3D breit ausgewalzt werden. Logische Fehler und die Eintönigkeit der heftigen Gefechte münden in einen ermüdenden Leerlauf.“

„Abseits vom irrwitzigen, visuellen Rausch des Films und auch einmal abgesehen von der, für solch eine Art von Film sehr interessanten Figurenzeichnung (platt heißt ja nicht immer dumm) ist Dredd aber vor allem eines: ein Actionfest der harten Gangart. Bei Dredd geht es ziemlich zur Sache: Explodierende Hände, zerplatzende Köpfe und menschliche Fackeln gibt es immer wieder zu „bestaunen“ und verfestigt den Ruf den knallharten Judges. Musikalisch unterlegt wird dies alles von einem wunderbar wuchtigen wie meist auch minimalistischen Score von Paul Leonard-Morgan. Der Sound hämmert, hilft dabei die futuristische Welt aus Beton, Grausamkeit und Müll noch etwas gröber, bedrohlicher wahrzunehmen. Die Bässe bringen nicht nur Mega City One, sondern den gesamten Boden zum beben. Zusammen mit der erbarmungslosen Action, der Masse von visuellen Over-the-Top-Momenten entfacht Dredd so eine der vielleicht besten und eindrucksvollsten Stampeden des Genres der letzten Jahre.“

„Hatte ‚Judge Dredd‘ von 1995 die kultige Comicvorlage in eine quietschbunte Blockbuster-Operette verwandelt, zelebrieren Autor Alex Garland und Regisseur Pete Travis in ihrem Reboot das genaue Gegenprogramm. ‚Dredd 3D‘ ist die düstere Vision einer überbevölkerten Survival-of-the-Fittest-Zukunft, die endlich einmal als realistisches Ambiente ohne gelacktes Sci-Fi-Design präsentiert wird. Garland & Co. machen aus ihrem ‚mageren‘ 50-Millionen-Dollar-Budget eine Tugend und liefern anstelle eines ausufernden Möchtegernepos einen konsequent zugespitzten (und knallharten) Actioner ab, der als Auftaktkapitel einer geplanten Trilogie quasi nebenbei die wichtigsten Merkmale des Dredd-Universums etabliert. Für Blockbuster-Feeling sorgt ein 3D-Look, der bislang im Actionkino seinesgleichen sucht.“